# هلان (آذغان)
هلان یکی از روستاهای استان آذربایجان شرقی است که در دهستان آذغان بخش مرکزی شهرستان اهر واقع شده‌است.این روستا ۵۱ نفر جمعیت دارد.